# ジュール・ブランシャール
ジュール・ブランシャール（Jules Blanchard、1832年5月25日 - 1916年5月2日）はフランスの彫刻家である。パリ市庁舎の『科学』の寓意像やリュクサンブール公園の『真実の口』などの彫刻の作者として知られる。

## 略歴
ロワレ県のピュイゾー(Puiseaux)の雑貨店の息子に生まれた。ピュイゾーの学校で学び、絵や彫塑の才能を示し、パリに移りフランソワ・ジョフロワ（1806–1882）の工房に入り弟子になった。すぐに彫刻家として認められ、多くの賞や公共施設に設置する彫像の依頼を受けた。
1889年のパリ万国博覧会の展覧会で金メダルを受賞し、1881年にレジオンドヌール勲章（シュヴァリエ）を受勲した。
彫刻家、ドニ・フォヤティエ(Denis Foyatier: 1793-1863)の娘と結婚した 。
主な作品には、パリ市庁舎の『科学』の寓意像(1882)やリュクサンブール公園の『真実の口』(1871)などがある。

## 作品

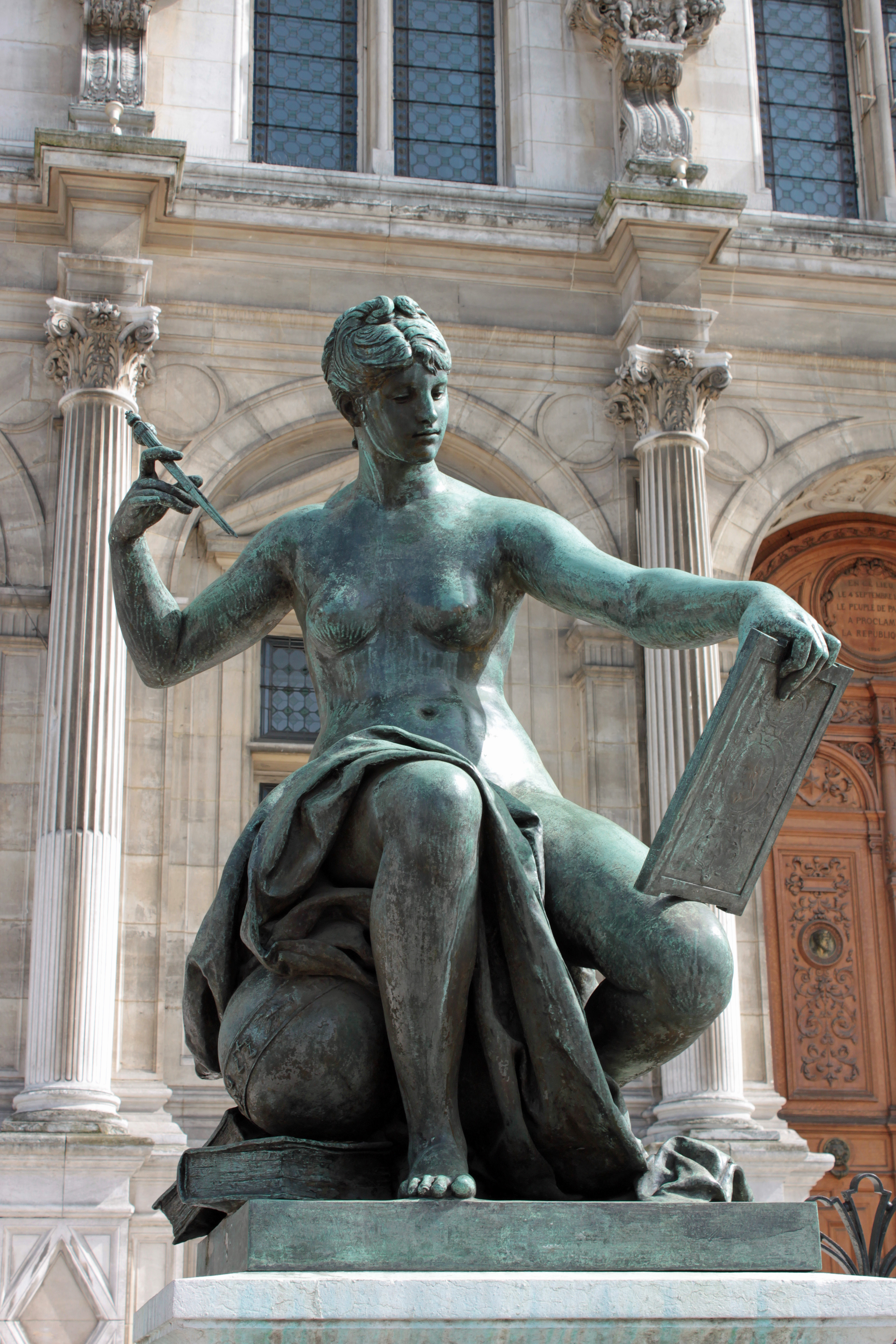
パリ市庁舎の『科学』の寓意像
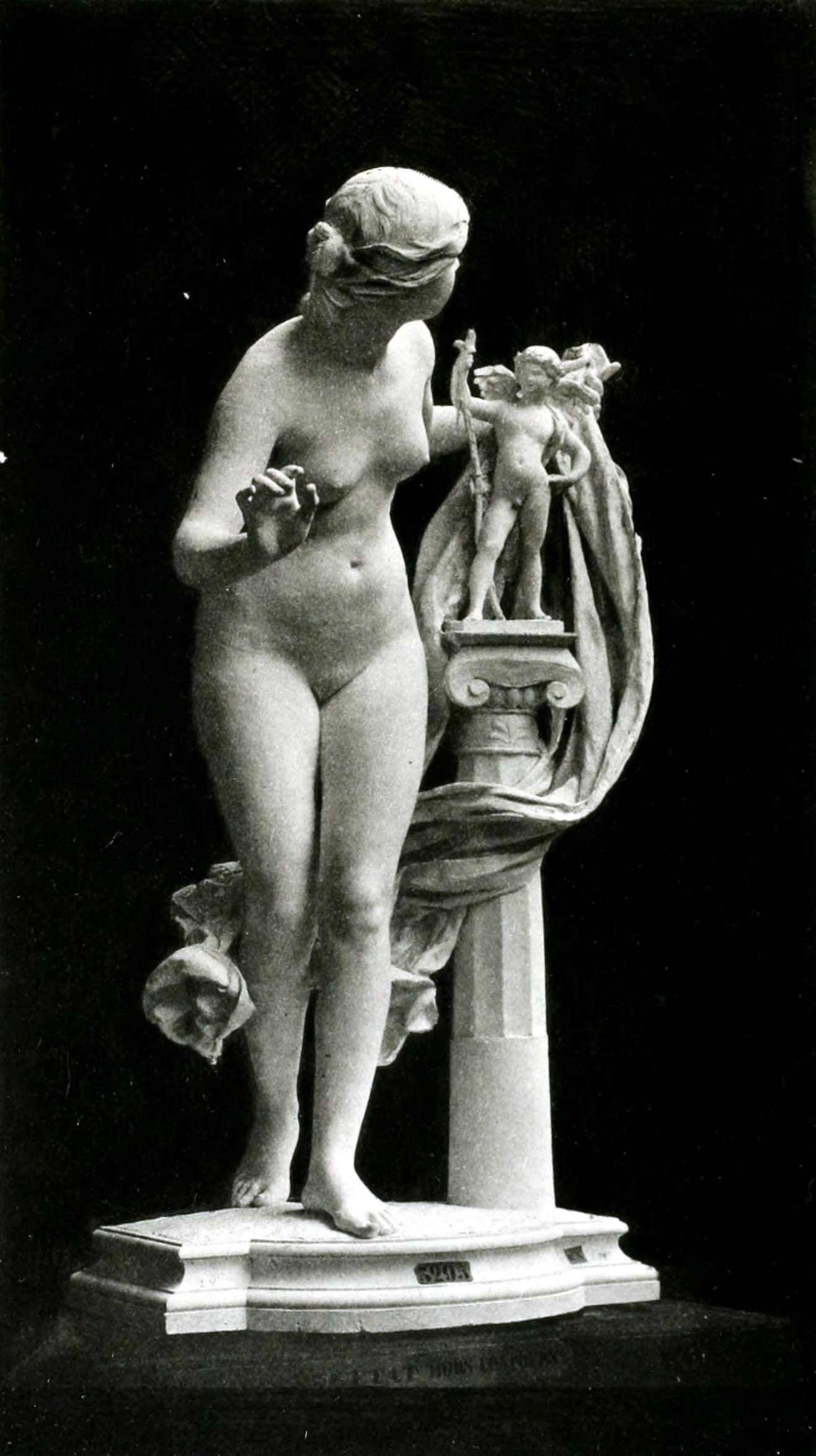
「発見(Une découverte)」
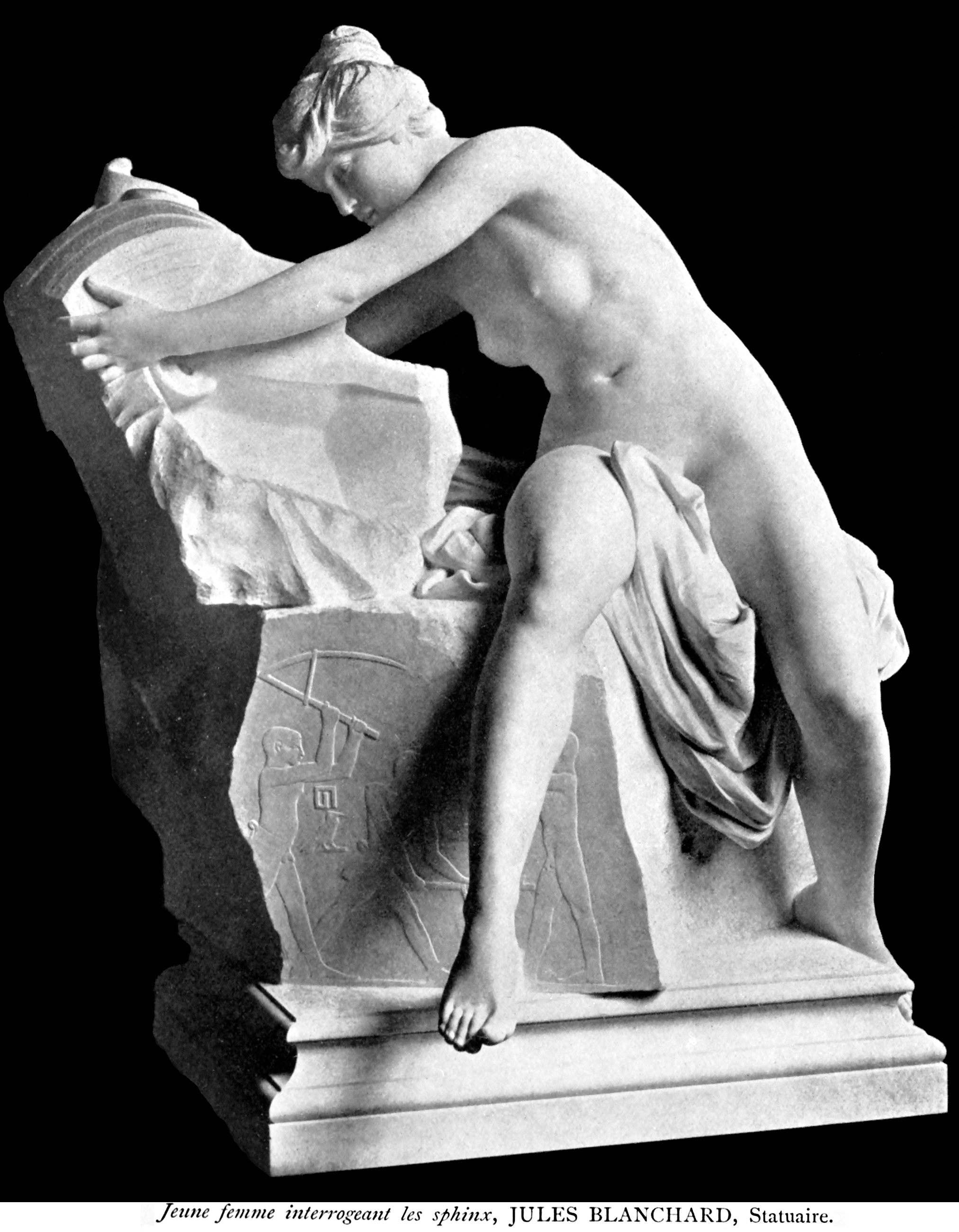
スフィンクスに訊ねる若い娘